# 严家地站
严家地站是一个位于中华人民共和国云南省昆明市西山区金碧街道与永昌街道交界滇池路与西园南路交叉口地下，属于昆明地铁5号线的地铁车站，2022年6月29日启用。

## 车站结构
本站为地下三层双跨岛式车站。
| 地面层          | 出入口                  | 出入口                                 |  |  |
| 地下一层        | 夾層                    | 來往出入口及站廳                       |  |  |
| 地下二层 站厅层 | 站厅                    | 票务服务、自动售票机、安检、进出站闸机 |  |  |
| 地下三层 站台层 |                         | █ 5号线往世博园（弥勒寺）              |  |  |
| 地下三层 站台层 | 岛式站台，左侧開门      |                                        |  |  |
| 地下三层 站台层 | █ 5号线往宝丰（金兰路） |                                        |  |  |

## 出入口
本站设有3个出口：
|                       | 编号                   | 地点                                                                     | 建议前往的目的地 | 照片 |
| 出口 · A              | 滇池路、环城西路       | 昆明市场监督管理局、方舟大厦、云南新闻出版大楼、云南皮肤病医院、桂花大厦 |                  |      |
| 出口 · B · 升降机标志 | 西园南路、滇池路       | 昆明新华书店、融城优郡                                                   |                  |      |
| 出口 · D              | 云兴路、益康路、滇池路 | 昆明冠生园、五华体育馆、昆明妇产科医院                                   |                  |      |
| 註： 設有             |                        |                                                                          |                  |      |